# Brigada para a Segurança de Áreas Protegidas
A Brigada para a Segurança de Áreas Protegidas (conhecida pela sigla B-SAP) é uma força armada criada pelo Ministério do Meio Ambiente do Haiti. Diz-se que é uma "aliada" de Guy Philippe.
Até meados de abril de 2025, não havia indícios de integração da força ao aparato de segurança haitiano. O Conselho Presidencial de Transição do Haiti solicitou sua integração. O grupo foi originalmente fundado pelo ex-ministro do Meio Ambiente Pierre Simon Georges durante a presidência de Jovenel Moïse. A força foi acusada de atividades ilegais e de ser mal regulamentada. Originalmente destinada à proteção ambiental de áreas protegidas, envolveu-se a partir de então na guerra de gangues haitianas. O grupo foi acusado de ter planejado um golpe de Estado anteriormente. Seu tamanho oficial é de 100 membros e um orçamento de US$ 1,65 milhão. Com um tamanho real estimado de 900. Com 6.000 membros autoproclamados, de acordo com "agentes superiores da Brigada".